# انتظار جوي

نمط انتظار جوي قياسي. يظهر الإدخال (باللون الأخضر) وموقع الانتظار (باللون الأحمر) ونموذج الانتظار نفسه (باللون الأزرق)

في مجال الطيران، يعد الانتظار الجوي أو الإبقاء أو الإمساك أو الاحتفاظ أو الاحتجاز (holding) أو تحليق الانتظار (flying a hold) مناورة مصممة لتأخير طائرة في حالة طيران بالفعل مع إبقائها داخل مجال جوي محدد.

## تطبيق
عادة ما يكون نمط الانتظار الجوي لقواعد الطيران الآلي (IFR) هو نمط مضمار السباق يعتمد على موقع إسناد الانتظار (holding fix). يمكن أن يكون هذا الموقع الجغرافي (fix) منارة لاسلكية مثل منارة غير اتجاهية (NDB) أو نطاق متعدد الاتجاهات VHF (VOR). الإصلاح هو بداية أول منعطف لنمط مضمار السباق. سوف تطير الطائرات باتجاه الإصلاح، وبمجرد أن تدخل في نمط مضمار السباق المحدد مسبقًا. يستخدم نمط الانتظار الجوي القياسي المنعطفات اليمنى ويستغرق 4 دقائق تقريبًا لإكماله (دقيقة واحدة لكل دورة 180 درجة، ودقيقتين للأمام على التوالي). يمكن أن تحدث الانحرافات عن هذا النمط إذا كان من المتوقع حدوث تأخيرات طويلة؛ يمكن استخدام مراحل (legs)أطول (عادة دقيقتان أو ثلاث دقائق)، أو يمكن تخصيص نماذج للطائرات المزودة بمعدات قياس المسافة (DME) بمراحل (legs) محددة بالأميال البحرية بدلاً من الدقائق.

## استعمال
الاستخدام الأساسي للانتظار الجوي هو تأخير الطائرات التي وصلت إلى وجهتها ولكنها لا تستطيع الهبوط بعد بسبب الازدحام المروري أو سوء الأحوال الجوية أو عدم توفر المدرج (على سبيل المثال، أثناء إزالة الثلوج أو حالات الطوارئ). قد تطير عدة طائرات في نفس نمط الحجز في نفس الوقت، مفصولة رأسيًا بمقدار 1,000 قدم (300 م) أو أكثر. يوصف هذا عمومًا على أنه «تكدِّس» (stack) أو «مُكدِّس انتظار» (holding stack). كقاعدة عامة، ستتم إضافة الطائرات الوافدة الجديدة في الأعلى. سيتم إخراج الطائرة الموجودة في الجزء السفلي من المُكدِّس والسماح لها بالاقتراب أولاً، وبعد ذلك تتحرك جميع الطائرات في المُكدِّس إلى مستوى واحد، وهكذا. ستتحكم المراقبة الجوية (ATC) في عملية الحركة الجوية برمتها، وفي بعض الحالات باستخدام وحدة تحكم مخصصة تسمى «وحدة التحكم في المُكدِّس» (stack controller) لكل نمط فردي.
قد يكون لمطار واحد أنماط انتظار جوي عديدة؛ اعتمادًا على مكان وصول الطائرة أو المدرج قيد الاستخدام، أو بسبب قيود المجال الجوي الرأسي.
نظرًا لأن الطائرة التي بها حالة طوارئ لها الأولوية على جميع الحركة الجوية الأخرى، فسيُسمح لها دائمًا بتجاوز نمط الانتظار الجوي والذهاب مباشرة إلى المطار (إن أمكن). هذا يسبب المزيد من التأخير للطائرات الأخرى الموجودة بالفعل في المكدس.

## إجراءات الدخول

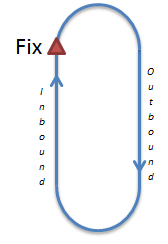
المرحلة (leg) الواردة والصادرة

غالبًا ما يكون الدخول إلى نمط الانتظار الجوي هو الجزء الأصعب على الطيار المبتدئ لفهمه، ويتطلب تحديد وتنفيذ الإدخال الصحيح أثناء التحكم في الطائرة في نفس الوقت، والتنقل والتواصل مع المراقبة الجوية (ATC). هناك ثلاثة أنواع قياسية من الإدخالات: المباشر (direct) والمتوازي (parallel) والإزاحة (offset) (الدمعة). يتم تحديد إجراء الدخول الصحيح من خلال اختلاف الزاوية بين الاتجاه الذي تطير فيه الطائرة للوصول إلى المنارة واتجاه المرحلة (leg) الداخلية لنمط التثبيت.
- يتم إجراء الدخول المباشر تمامًا كما يوحي اسمه: تطير الطائرة مباشرة إلى مكان التثبيت، وتبدأ فورًا أول منعطف للخارج.
- في إدخال موازٍ، تطير الطائرة إلى مكان التثبيت، وتوازي مسار الداخل لمدة دقيقة واحدة للخارج، ثم تعود للخلف، وتعترض المسار الداخلي، وتستمر في الحجز من هناك.
- في حالة دخول تعويض أو دمعة، تطير الطائرة إلى مكان التثبيت، وتتحول إلى المنطقة المحمية، وتطير لمدة دقيقة واحدة، ثم تعود إلى الداخل، وتنتقل إلى الإصلاح وتستمر من هناك.

مخططات الدخول الانتظار الجوي القياسية
الدخول المباشر (القطاع 3)
دخول مواز (القطاع 1)
دخول الدمعة (القطاع 2)

يتم عكس المدخل المتوازي والدموع في حالة وجود نمط انتظار جوي من الجهة اليسرى.

## حدود السرعة
تم تحديد السرعة القصوى للاحتفاظ بالطائرات داخل منطقة الحجز المحمية خلال دقيقة واحدة (دقيقة ونصف فوق 14,000 قدم (4,300 م) مستوى سطح البحر (MSL)) المرحلتين (legs) الواردة والصادرة. بالنسبة للطائرات المدنية (غير العسكرية) في الولايات المتحدة وكندا، فإن هذه السرعات الجوية هي:
- ما يصل إلى 6,000 قدم (1,800 م) مستوى سطح البحر (MSL): 200 سرعة جوية (KIAS)
- من 6,001 إلى 14,000 قدم (1,829 إلى 4,267 م) مستوى سطح البحر (MSL): 230 سرعة جوية (KIAS)
- 14,001 قدم (4,268 م) مستوى سطح البحر (MSL) وما فوق: 265 سرعة جوية (KIAS)

سرعات الانتظار الجوي القصوى لمنظمة الطيران المدني الدولي:
- ما يصل إلى 14,000 قدم (4,300 م) : 230 عقدة (430 كم/س)
- 14,000 إلى 20,000 قدم (4,300 إلى 6,100 م) : 240 عقدة (440 كم/س)
- 20,000 إلى 34,000 قدم (6,100 إلى 10,400 م) : 265 عقدة (491 كم/س)
- فوق 34,000 قدم (10,000 م) : M0.83

مع خصائص الأداء العالي، تتمتع الطائرات العسكرية بحدود أعلى للسرعة.

## روابط خارجية
- E6BX عقد الدخول حاسبة ومدرب
- مدرسة لانجلي للطيران - قواعد وإجراءات IFR - في الطريق والحجز
- دليل طاقم الطيران - الدخول إلى الحيازة
- دليل طاقم الطيران - تحلق على نمط الانتظار - تصحيح الرياح
- SKYbrary - نمط القابضة